# LXXIV. Armeekorps (Wehrmacht)
Il LXXIV. Armeekorps (74° Corpo d'armata) fu un corpo d'armata dell'esercito tedesco attivo durante la seconda guerra mondiale che venne creato nel luglio 1943 e schierato sul fronte occidentale, dove fu distrutto nell'aprile 1945.

## Storia
Il corpo d'armata fu costituito il 27 luglio 1943, in Bretagna ed il suo quartier generale era a Guingamp. Dopo lo sbarco alleato in Normandia, il corpo rimase in Bretagna, ma il 25 luglio 1944, venne spostato sul fronte d'invasione, tra Saint-Lô e Caumont. Il 30 luglio 1944, il VIII Corps britannico sfondò la linea del fronte tedesca contro l'inesperta 363. Infanterie-Division e seguirono pesanti battaglie di trincea. Il 74º corpo d'armata fu circondato nella sacca di Falaise, tuttavia solo il comando generale è riuscito a fuggire e venne spostato nell'area belga. Alla fine di settembre il corpo si trovava a nord-est di Namur con la 347. Infanterie-Division e la 116. Panzer-Division e a metà settembre, dopo la caduta di Aquisgrana, il corpo mantenne una sezione di posizioni a sud-est della città. All'inizio di marzo 1945 il fronte del corpo correva dalla zona a nord di Euskirchen, Schleiden fino a sud di Hillesheim. L'11 aprile 1945, le unità alleate sfondarono il fronte del corpo a ovest di Olpe e Lüdenscheid, che venne perduta il 14 aprile. Il corpo fu distrutto nella sacca della Ruhr.

## Ordine di battaglia
LXXIV. Armeekorps 15 maggio 1944
- 77. Infanterie-Division
- 266. Infanterie-Division

LXXIV. Armeekorps 15 giugno 1944
- 353. Infanterie-Division
- 266. Infanterie-Division

LXXIV. Armeekorps 15 luglio 1944
- 266. Infanterie-Division
- 5. Fallschirmjäger-Division

LXXIV. Armeekorps 16 settembre 1944
- 347. Infanterie-Division
- 3. Fallschirmjäger-Division
- Division Nr. 526

LXXIV. Armeekorps 28 settembre 1944
- 353. Infanterie-Division
- 347. Infanterie-Division
- 89. Infanterie-Division
- 348. Infanterie-Division

LXXIV. Armeekorps 5 novembre 1944
- 275. Infanterie-Division
- 116. Panzer-Division
- 89. Infanterie-Division
- 347. Infanterie-Division

LXXIV. Armeekorps 26 novembre 1944
- 275. Infanterie-Division
- 344. Infanterie-Division
- 89. Infanterie-Division
- 272. Volksgrenadier-Division
- 277. Volksgrenadier-Division

LXXIV. Armeekorps 31 dicembre 1944
85. Infanterie-Division
272. Volksgrenadier-Division
326. Volksgrenadier-Division
LXXIV. Armeekorps 21 gennaio 1945
- 272. Volksgrenadier-Division
- 62. Volksgrenadier-Division

LXXIV. Armeekorps 1° marzo 1945
- 3. Fallschirmjäger-Division
- 85. Infanterie-Division
- 272. Volksgrenadier-Division

LXXIV. Armeekorps 12 aprile 1945
- 272. Volksgrenadier-Division
- 3. Panzergrenadier-Division[1]

## Comandanti
- General der Infanterie Erich Straube (27 luglio 1943 - 16 dicembre 1944)
- General der Infanterie Carl Püchler (16 dicembre 1944 - 16 aprile 1945)[1]